# Baixo Pantanal (tiểu vùng)
Baixo Pantanal là một tiểu vùng thuộc bang Mato Grosso do Sul, Brasil. Tiều vùng này có diện tích 83038 km², dân số năm 2007 là 124236 người.